# Bowery Savings Bank
El Bowery Savings Bank fue un banco en Nueva York. Fue abierto en mayo de 1834 y hoy es parte de Capital One Bank.

## Historia
El Bowery Savings Bank abrió en 1834 en el edificio ubicado hoy en los números 128-130 del Bowery en Manhattan. Para 1980, tenía más de 35 agencias ubicadas en los distritos de Manhattan, Brooklyn y Queens así como en los condados de Nassau y Suffolk en Long Island.  Cuando se activó la desregulación bancaria, el banco empezó a sufrir pérdidas como resultado de aumentar las tasas de interés a las cuentas de ahorros. Para 1982, el banco se estaba quedando sin efectivo. En 1985, la Corporación Federal de Seguro de Depósitos dispuso que el banco se vendiera a Richard Ravitch y otros. La venta se hizo por $100 millones de dólares y permitió mantener un déficit de capital de $220 millones en vez de pagar los $5 mil millones de dólares en depósitos. En 1992, fue vendido a H. F. Ahmanson & Co por $200 million.
El nombre fue cambiado en 1992 a Home Savings of America.  En 1995, Ahmanson vendió sus operaciones en Nueva York a Greenpoint Savings Bank. Para el 2004, Greenpoint  había sido vendido a North Fork Bank, y en el 2007, North Fork fue vendido a Capital One Bank.
Entre 1972 a 1992, el miembro del salón de la fama Joe DiMaggio fue vocero del Bowery Savings Bank.

### Línea del tiempo
- 1 de mayo de 1834 – El estado de Nueva York autoriza la apertura del Bowery Savings Bank (mayo de 1834–octubre de 1985)
- 22 de octubre de 1920 – El Universal Savings Bank fue adquirido por fusión
- 14 de febrero de 1949 – El North River Savings Bank fue adquirido por fusión
- 11 de febrero de 1980 – El Equitable Savings & Loan Association fue adquirido por fusión
- 1 de octubre de 1985 – Fusión con el State Bowery Savings Bank
- 20 de abril de 1992 – Se cambia el nombre a Home Savings of America, Bowery Division.
- 1 de septiembre de 1992 – Convertido en el Federal Home Savings of America, Bowery Division

## Edificios

### 130 Bowery and 124 Bowery
La sede principal del banco en el 130 de Bowery entre las calles Broome y Grand fue diseñado por Stanford White de la firma de arquitectura McKim, Mead & White, y construido entre 1893 a 1895.  El edificio con forma de L va desde el Bowery hasta Elizabeth Street, y tiene una segunda fachada en el 228 de Grand Street.
La elección de White de un estilo clásico romano para el edificio, en un inicio, estableció una tendencia para los edificios bancarios. Primero en Nueva York y luego en los Estados Unidos. El exterior muestra columnas corintias y frontones esculpidos por Frederic MacMonnies, mientras que el interior da la impresión de un templo romano y se dijo que era uno de los más grandes espacios en Nueva York.  Mostraba un uso extendido del mármol en las ventanillas, que eran hechas de mármol amarillo de Siena; las paredes y los pisos con mosaicos. Además, White empleó columnas de escayola, encofró los techos y techos artesonados con estrellas de claraboyas de hierro forjado.
El exterior del edificio original fue declarado por la Comisión para la Preservación de Monumentos Históricos de Nueva York como un monumento oficial de la ciudad en 1966, y el interior obtuvo la misma declaración en 1994. Se añadió al Registro Nacional de Lugares Históricos en 1980. Actualmente es "Capitale", restaurante, club nocturno y espacio para eventos que es popular como un local para bodas.  En el 2012, el edificio contiguo en el 124 de Bowery, diseñado por York & Sawyer y completado en 1902, también fue declarado como monumento.

### 110 de lacalle 42 Este

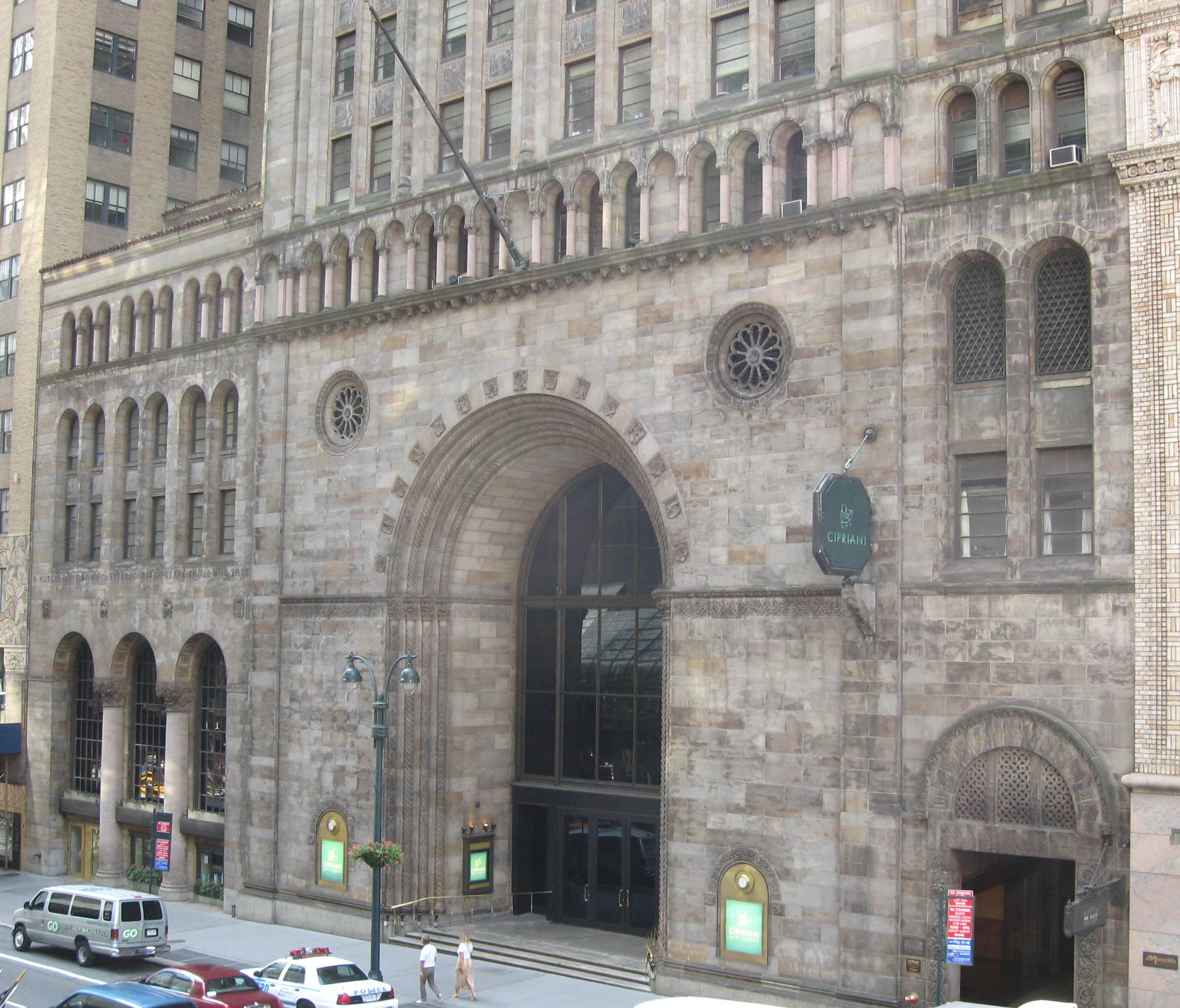
Antigua sede principal en el 110 East 42nd Street, hoy un restaurante y espacio para eventos

El banco decidió mudar su sede principal en 1920, y se construyó un nuevo edificio entre 1921 a 1923 en el 110 East 42nd Street entre las avenidas Park y Lexington frente al Grand Central Terminal en Midtown Manhattan. Fue diseñado por York & Sawyer en un estilo neorrománico, con William Louis Ayres como el socio a cargo. El gran interior, que mide 19.8 metros de alto, 24.3 metros de ancho y 60.1 metros de largo, utiliza mármol, piedra caliza, piedra arenisca y pantallas de bronce para crear un espacio con reminiscencias de una basílica.  Ha sido denominado "uno de los grandes espacios de Nueva York". Un edificio de seis pisos adicionado al este, que llegó a ser llamada "la capilla", fue construido entre 1931 a 1933.
El edificio fue declara como monumento de la ciudad de Nueva York en 1996. La planta baja es hoy un restaurante Cipriani y un espacio de eventos de alto nivel.

## Archivos
En abril del 2019, trabajadores que limpiaban un sótano en Brooklyn descubrieron archivos con más de cien años de antigüedad del Bowery Savings Bank.  Archivistas fueron rápidamente a asegurar al menos algunos de esos archivos. Mientras el valor histórico no se conoció de inmediato, un historiador declaró al The New York Times que podrían ser "invaluables".
En los años 1920, Henry Miller escribió un pequeño texto acerca de la arquitectura de este banco que el llamó mezzotint y cuyo título fue A Bowery Phoenix.